# Tatjana Nikolajevna van Rusland
Tatjana Nikolajevna Romanova (Russisch: Татьяна Николаевна Романова) (Peterhof, 29 mei 1897 — Jekaterinenburg, 17 juli 1918), grootvorstin van Rusland, was de tweede dochter van tsaar Nicolaas II van Rusland en tsarina Alexandra Fjodorovna. Tatjana stierf op 21-jarige leeftijd in Jekaterinenburg door het executiecommando van de bolsjewieken. Ze werd vermoord samen met haar ouders, haar zussen (Olga, Maria en Anastasia), haar broer (Aleksej) en enkele kamerhulpen van de familie. Haar oom Michaël werd ruim een maand voor hen vermoord om de reactie van Nicolaas' neef, koning George V te peilen. Deze reageerde echter niet, hetgeen leidde tot de moord op de Romanovs.

## Jeugd

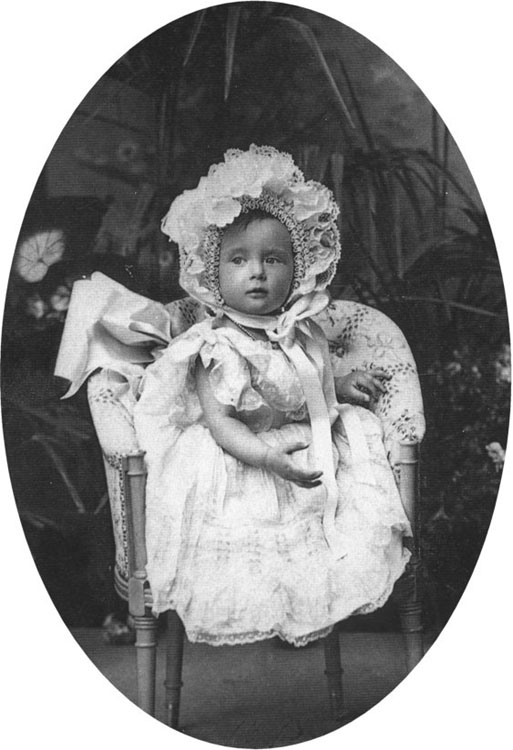
De kleine Tatjana

Twee jaar nadat de tsaar en tsarina hun eerste kind, grootvorstin Olga, hadden gekregen, werd op 29 mei 1897 in Peterhof een tweede kind geboren. In Sint-Petersburg werden, zoals altijd bij een keizerlijke geboorte, kanonschoten afgevuurd: 300 voor een zoon en 101 voor een dochter. Het volk en de elite hoopten al sinds het huwelijk van Nicolaas en Alexandra op een zoon, een erfgenaam. Het was dan ook een teleurstelling toen ze slechts 101 kanonschoten telden. Nicolaas en Alexandra gaven hun dochter de naam “Tatjana”. Na Tatjana werden er nog twee dochters geboren: Maria en Anastasia. Tatjana deelde een slaapkamer met Olga (het Grote paar, de oudere zussen), terwijl Maria en Anastasia (het Kleine paar, de jongere zussen) samen een kamer hadden.
Nicolaas en Alexandra wilden hun kinderen zelf opvoeden, in tegenstelling tot vele andere Europese vorsten. Tatjana groeide op in een hecht en gelukkig gezin en trok veel op met haar zussen. Het ongeluk sloop echter door verschillende, kleine gebeurtenissen haar leven in. Haar eerste grote tegenslag was in 1903. Tatjana bracht met haar zussen, haar ouders, haar oom Ernst Lodewijk en diens achtjarige dochtertje Elisabeth een paar dagen door op hun jachtverblijf in Polen. In die dagen kreeg Elisabeth tyfus. Nicolaas en Alexandra waren bang voor besmetting en gingen met hun dochters weg. Alexandra werd ook ziek en bleef zes weken langer in Polen. Een paar dagen na hun vertrek stierf de kleine Elisabeth; Tatjana en haar zussen waren erg geschokt. Niet lang daarna kreeg ze voor de tweede keer met een levensbedreigende ziekte te maken. Terwijl Rusland in oorlog was met Japan, werd er een erfgenaam voor de tsaar geboren: Aleksej. Al snel werd duidelijk dat Aleksej leed aan de erfelijke en in die tijd dodelijke bloederziekte hemofilie. Alexandra riep de hulp in van de gebedsgenezer Grigori Raspoetin. Omdat het volk niet op de hoogte werd gesteld van Aleksejs ziekte, vond men de relatie tussen de tsarina en Raspoetin erg vreemd en kreeg Alexandra een slechte reputatie.
Tatjana werd door haar zussen beschouwd als de lieveling van Nicolaas en Alexandra. Als iemand hun ouders om een gunst moest vragen werd Tatjana dan ook naar voren geschoven. Tatjana leek ook erg op haar moeder; ze was zeer religieus, las vaak de Bijbel en was erg gereserveerd. Omdat Olga de oudste was zou het logisch zijn geweest als zij een moederlijke houding tegenover haar zusjes had aangenomen. Het was echter Tatjana die Maria en Anastasia bemoederde. Tatjana en haar zusjes werden ondertussen door gouvernantes en leraren klaargemaakt voor hun toekomstige rollen als vertegenwoordigers voor hun vader en hun land; ze kregen bijvoorbeeld verschillende soorten lessen, variërend van etiquette tot piano- en taallessen. Tatjana kon goed leren en beheerste dan ook veel talen. De meisjes werd op het hart gedrukt zich als een dame te gedragen, zodat ze later een goede positie op de koninklijke Europese huwelijksmarkt zouden hebben.
Toen Tatjana ouder werd, werd ze zich meer bewust van de vijandigheid tegenover haar vader. Toen ze in 1911 met haar zus Olga en haar vader naar een theatervoorstelling ging, kreeg ze voor het eerst direct met deze bedreigingen te maken; er werd een moordaanslag gepleegd op premier Pjotr Stolypin. Olga en Tatjana hadden in de periode daarna last van slaapproblemen vanwege de schok.

## Eerste Wereldoorlog

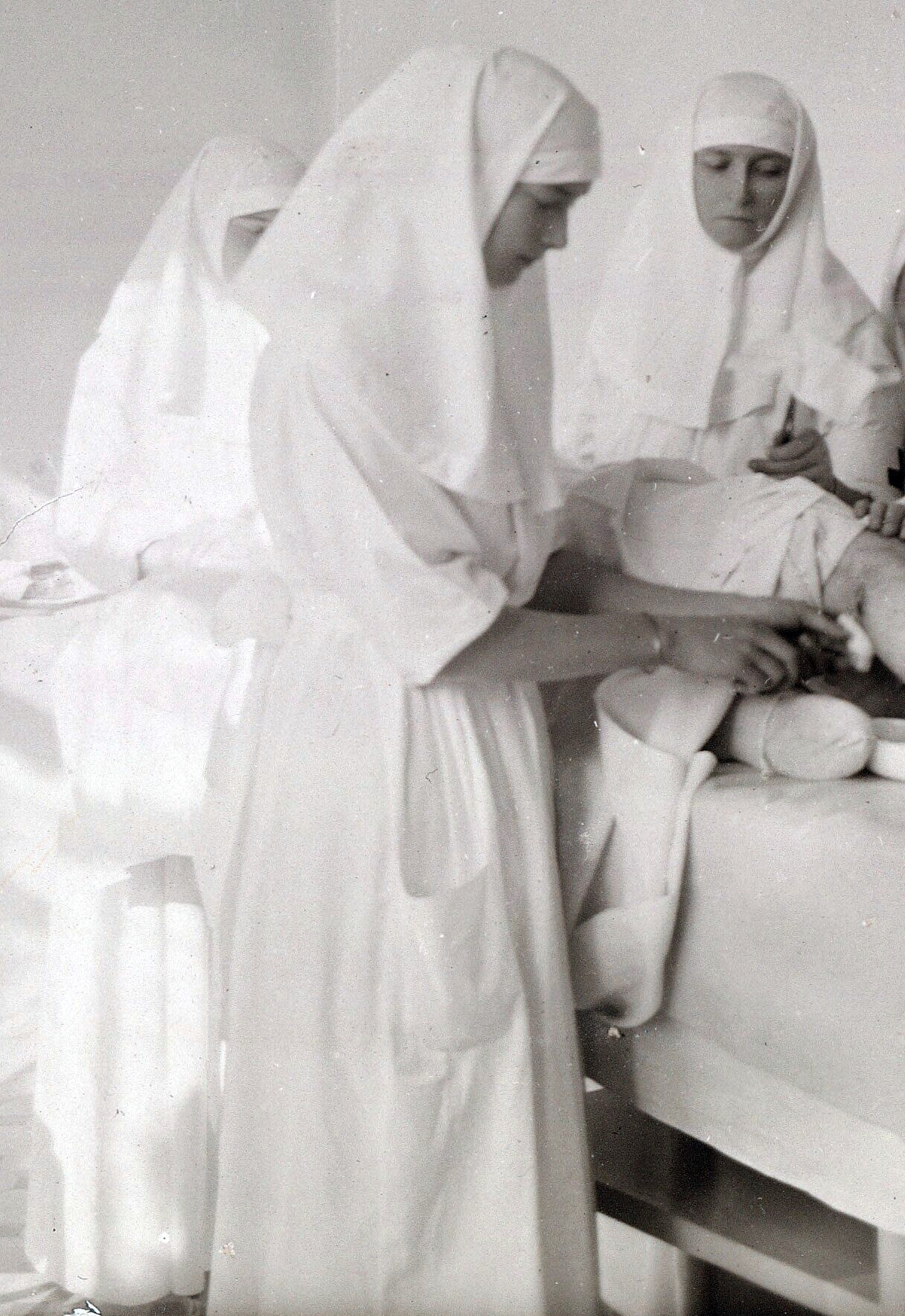
Tatjana als verpleegster

In 1914 brak de Eerste Wereldoorlog uit, waar ook Rusland in mee vocht. Om een bijdrage te kunnen leveren, volgden tsarina Alexandra en haar twee oudste dochters Olga en Tatjana een spoedcursus tot verpleegsters; eind 1914 behaalden ze een diploma van het Rode Kruis. Olga en Tatjana kwamen af en toe met hun moeder mee om ziekenhuizen aan het front te bezoeken, maar bleven vooral werken in de ziekenhuizen in Tsarskoje Selo, waar ze assisteerden bij ingewikkelde operaties en ze gewonde soldaten verzorgden. Hun werk was zwaar en de jonge dochters van de tsaar moesten even hard werken als volwassen vrouwen. Het werk brak Olga uiteindelijk op, ze kreeg een zenuwinzinking en kreeg administratief werk te doen. Tatjana voldeed haar plichten echter zonder klagen en werd door haar schoonheid en opgewektheid erg populair onder de andere zusters en de patiënten.

## Revolutie
De oorlog zorgde voor veel onrust in Rusland. Toen het Russische leger werd gemobiliseerd, waren veel burgers voor de Russische deelname aan de Eerste Wereldoorlog. Maar het leger behaalde weinig successen en in 1917 waren er ruim zes miljoen Russische soldaten om het leven gekomen. Ook met de economie ging het slecht; er waren grote tekorten aan onder andere voedsel en brandstof. Tot grote onvrede onder de arme burgers ging het voedsel dat er was, naar het leger en werd de schaarste onder het volk groter. Daardoor ontstonden voedselrellen en opstanden, die gewelddadig werden onderdrukt door het leger van de tsaar. Honderden mensen kwamen hierbij om het leven of raakten gewond. Dit zorgde alleen voor meer onvrede en in 1917 sloegen de voedselrellen om in politieke opstanden. Het Russische volk projecteerde zijn haat op de tsaar en zijn familie; de tsaar had immers zijn garde op zijn eigen burgers afgestuurd. Dit was enkel een directe aanleiding, waar het volk al lang op had gewacht; de tsarenfamilie was al langer impopulair, onder meer vanwege de Duitse afkomst van tsarina Alexandra en haar band met de vermoorde Raspoetin.
Op 24 februari 1917 begon in Moskou een spontane volksopstand, die het begin was van de eerste fase van de Russische Revolutie. Hoewel de tsaristische garde tot dan toe elke opstand had neergeslagen, gebeurde dat deze keer niet. Integendeel, soldaten van de garde schoten hun eigen officieren neer en deden met de opstand mee. Een week later, op 2 maart, deed Nicolaas gedwongen afstand van de troon ten gunste van zijn broer Michaël. De nieuwe regering van Rusland nam Nicolaas, Alexandra en hun kinderen gevangen. Ze kregen in eerste instantie ‘huisarrest’ in hun paleis in Tsarskoje Selo, maar werden daarna overgebracht naar het kleine stadje Tobolsk in Siberië. Dit was een zeer zware tijd voor Tatjana; ze was altijd al erg dun geweest, maar vermagerde nu nog meer. Ook hield ze zich, net als haar moeder, nog meer bezig met haar religie. Toen in november 1917 de bolsjewieken aan de macht kwamen, werd het gezin met enkele bedienden overgebracht naar Jekaterinenburg in de bergen van de Oeral. In de nacht van 16 op 17 juli 1918 werden Tatjana, haar familie en enkele bedienden in de kelder van het Ipatjev-huis op bevel van commandant Jakov Joerovski geëxecuteerd.

## Identificatie en begrafenis
Na de moord werden de lijken in een oude mijnschacht diep in het bos gegooid. In het begin van de jaren 1990, na de val van de Sovjet-Unie, ging men aan de hand van een geheim rapport van Joerovski op zoek naar de lichamen. Slechts vijf lijken werden gevonden; de twee ontbrekende lichamen waren waarschijnlijk van een van de twee jongste dochters (Maria of Anastasia) en van Aleksej. Alexandra en de kinderen werden geïdentificeerd met behulp van DNA van prins Philip van Edinburgh (een kleinzoon van Alexandra’s zus Victoria) en Nicolaas onder andere met behulp van DNA van het lichaam van zijn aan tuberculose gestorven broer Georgi.
De lichamen werden in 1998 bijgezet in de crypte van de keizerlijke familie in de Petrus-en-Pauluskathedraal in Sint-Petersburg, tachtig jaar na de executie. Op 14 augustus 2000 werden enkele leden van de Romanov-familie door de Russisch-Orthodoxe Kerk gecanoniseerd: Tatjana en haar familie werden tot strastoterpets verklaard. De Russisch-Orthodoxe Kerk in het buitenland had dit in 1978 al gedaan.

## Kwartierstaat
| Alexander II van Rusland (1818–1881) | Alexander II van Rusland (1818–1881) | Alexander II van Rusland (1818–1881) | Alexander II van Rusland (1818–1881) | Alexander II van Rusland (1818–1881)     | Alexander II van Rusland (1818–1881)     | Marie van Hessen-Darmstadt (1824-1880)   | Marie van Hessen-Darmstadt (1824-1880)   | Marie van Hessen-Darmstadt (1824-1880)   | Marie van Hessen-Darmstadt (1824-1880)   | Marie van Hessen-Darmstadt (1824-1880) | Marie van Hessen-Darmstadt (1824-1880) |                                     |                                     | Christiaan IX van Denemarken (1818-1906)    | Christiaan IX van Denemarken (1818-1906)    | Christiaan IX van Denemarken (1818-1906)    | Christiaan IX van Denemarken (1818-1906)    | Christiaan IX van Denemarken (1818-1906)    | Christiaan IX van Denemarken (1818-1906)    | Louise van Hessen-Kassel (1817-1898) | Louise van Hessen-Kassel (1817-1898) | Louise van Hessen-Kassel (1817-1898) | Louise van Hessen-Kassel (1817-1898) | Louise van Hessen-Kassel (1817-1898)      | Louise van Hessen-Kassel (1817-1898)      |                                           |                                           | Karel van Hessen-Darmstadt (1809-1877)    | Karel van Hessen-Darmstadt (1809-1877)    | Karel van Hessen-Darmstadt (1809-1877) | Karel van Hessen-Darmstadt (1809-1877) | Karel van Hessen-Darmstadt (1809-1877)       | Karel van Hessen-Darmstadt (1809-1877)       | Elisabeth van Pruisen (1815-1885)             | Elisabeth van Pruisen (1815-1885)             | Elisabeth van Pruisen (1815-1885)             | Elisabeth van Pruisen (1815-1885)             | Elisabeth van Pruisen (1815-1885)             | Elisabeth van Pruisen (1815-1885)             |                                       |                                       | Albert van Saksen-Coburg en Gotha (1819-1861) | Albert van Saksen-Coburg en Gotha (1819-1861) | Albert van Saksen-Coburg en Gotha (1819-1861) | Albert van Saksen-Coburg en Gotha (1819-1861) | Albert van Saksen-Coburg en Gotha (1819-1861) | Albert van Saksen-Coburg en Gotha (1819-1861) | Victoria van het Verenigd Koninkrijk (1819-1901) | Victoria van het Verenigd Koninkrijk (1819-1901) | Victoria van het Verenigd Koninkrijk (1819-1901) | Victoria van het Verenigd Koninkrijk (1819-1901) | Victoria van het Verenigd Koninkrijk (1819-1901) | Victoria van het Verenigd Koninkrijk (1819-1901) |  |  |  |  |  |  |  |  |  |  |  |  |  |  |  |  |  |  |  |  |  |  |  |  |  |  |  |  |  |  |  |  |  |  |  |  |  |  |  |  |  |  |  |  |  |  |  |  |
| Alexander II van Rusland (1818–1881) | Alexander II van Rusland (1818–1881) | Alexander II van Rusland (1818–1881) | Alexander II van Rusland (1818–1881) | Alexander II van Rusland (1818–1881)     | Alexander II van Rusland (1818–1881)     | Marie van Hessen-Darmstadt (1824-1880)   | Marie van Hessen-Darmstadt (1824-1880)   | Marie van Hessen-Darmstadt (1824-1880)   | Marie van Hessen-Darmstadt (1824-1880)   | Marie van Hessen-Darmstadt (1824-1880) | Marie van Hessen-Darmstadt (1824-1880) |                                     |                                     | Christiaan IX van Denemarken (1818-1906)    | Christiaan IX van Denemarken (1818-1906)    | Christiaan IX van Denemarken (1818-1906)    | Christiaan IX van Denemarken (1818-1906)    | Christiaan IX van Denemarken (1818-1906)    | Christiaan IX van Denemarken (1818-1906)    | Louise van Hessen-Kassel (1817-1898) | Louise van Hessen-Kassel (1817-1898) | Louise van Hessen-Kassel (1817-1898) | Louise van Hessen-Kassel (1817-1898) | Louise van Hessen-Kassel (1817-1898)      | Louise van Hessen-Kassel (1817-1898)      |                                           |                                           | Karel van Hessen-Darmstadt (1809-1877)    | Karel van Hessen-Darmstadt (1809-1877)    | Karel van Hessen-Darmstadt (1809-1877) | Karel van Hessen-Darmstadt (1809-1877) | Karel van Hessen-Darmstadt (1809-1877)       | Karel van Hessen-Darmstadt (1809-1877)       | Elisabeth van Pruisen (1815-1885)             | Elisabeth van Pruisen (1815-1885)             | Elisabeth van Pruisen (1815-1885)             | Elisabeth van Pruisen (1815-1885)             | Elisabeth van Pruisen (1815-1885)             | Elisabeth van Pruisen (1815-1885)             |                                       |                                       | Albert van Saksen-Coburg en Gotha (1819-1861) | Albert van Saksen-Coburg en Gotha (1819-1861) | Albert van Saksen-Coburg en Gotha (1819-1861) | Albert van Saksen-Coburg en Gotha (1819-1861) | Albert van Saksen-Coburg en Gotha (1819-1861) | Albert van Saksen-Coburg en Gotha (1819-1861) | Victoria van het Verenigd Koninkrijk (1819-1901) | Victoria van het Verenigd Koninkrijk (1819-1901) | Victoria van het Verenigd Koninkrijk (1819-1901) | Victoria van het Verenigd Koninkrijk (1819-1901) | Victoria van het Verenigd Koninkrijk (1819-1901) | Victoria van het Verenigd Koninkrijk (1819-1901) |  |  |  |  |  |  |  |  |  |  |  |  |  |  |  |  |  |  |  |  |  |  |  |  |  |  |  |  |  |  |  |  |  |  |  |  |  |  |  |  |  |  |  |  |  |  |  |  |
|                                      |                                      |                                      |                                      |                                          |                                          |                                          |                                          |                                          |                                          |                                        |                                        |                                     |                                     |                                             |                                             |                                             |                                             |                                             |                                             |                                      |                                      |                                      |                                      |                                           |                                           |                                           |                                           |                                           |                                           |                                        |                                        |                                              |                                              |                                               |                                               |                                               |                                               |                                               |                                               |                                       |                                       |                                               |                                               |                                               |                                               |                                               |                                               |                                                  |                                                  |                                                  |                                                  |                                                  |                                                  |  |  |  |  |  |  |  |  |  |  |  |  |  |  |  |  |  |  |  |  |  |  |  |  |  |  |  |  |  |  |  |  |  |  |  |  |  |  |  |  |  |  |  |  |  |  |  |  |
|                                      |                                      |                                      |                                      | Alexander III van Rusland (1845–1894)    | Alexander III van Rusland (1845–1894)    | Alexander III van Rusland (1845–1894)    | Alexander III van Rusland (1845–1894)    | Alexander III van Rusland (1845–1894)    | Alexander III van Rusland (1845–1894)    |                                        |                                        |                                     |                                     |                                             |                                             | Dagmar van Denemarken (1847-1928)           | Dagmar van Denemarken (1847-1928)           | Dagmar van Denemarken (1847-1928)           | Dagmar van Denemarken (1847-1928)           | Dagmar van Denemarken (1847-1928)    | Dagmar van Denemarken (1847-1928)    |                                      |                                      |                                           |                                           |                                           |                                           |                                           |                                           |                                        |                                        | Lodewijk IV van Hessen-Darmstadt (1837-1892) | Lodewijk IV van Hessen-Darmstadt (1837-1892) | Lodewijk IV van Hessen-Darmstadt (1837-1892)  | Lodewijk IV van Hessen-Darmstadt (1837-1892)  | Lodewijk IV van Hessen-Darmstadt (1837-1892)  | Lodewijk IV van Hessen-Darmstadt (1837-1892)  |                                               |                                               |                                       |                                       |                                               |                                               | Alice van Saksen-Coburg en Gotha (1843-1878)  | Alice van Saksen-Coburg en Gotha (1843-1878)  | Alice van Saksen-Coburg en Gotha (1843-1878)  | Alice van Saksen-Coburg en Gotha (1843-1878)  | Alice van Saksen-Coburg en Gotha (1843-1878)     | Alice van Saksen-Coburg en Gotha (1843-1878)     |                                                  |                                                  |                                                  |                                                  |  |  |  |  |  |  |  |  |  |  |  |  |  |  |  |  |  |  |  |  |  |  |  |  |  |  |  |  |  |  |  |  |  |  |  |  |  |  |  |  |  |  |  |  |  |  |  |  |
|                                      |                                      |                                      |                                      | Alexander III van Rusland (1845–1894)    | Alexander III van Rusland (1845–1894)    | Alexander III van Rusland (1845–1894)    | Alexander III van Rusland (1845–1894)    | Alexander III van Rusland (1845–1894)    | Alexander III van Rusland (1845–1894)    |                                        |                                        |                                     |                                     |                                             |                                             | Dagmar van Denemarken (1847-1928)           | Dagmar van Denemarken (1847-1928)           | Dagmar van Denemarken (1847-1928)           | Dagmar van Denemarken (1847-1928)           | Dagmar van Denemarken (1847-1928)    | Dagmar van Denemarken (1847-1928)    |                                      |                                      |                                           |                                           |                                           |                                           |                                           |                                           |                                        |                                        | Lodewijk IV van Hessen-Darmstadt (1837-1892) | Lodewijk IV van Hessen-Darmstadt (1837-1892) | Lodewijk IV van Hessen-Darmstadt (1837-1892)  | Lodewijk IV van Hessen-Darmstadt (1837-1892)  | Lodewijk IV van Hessen-Darmstadt (1837-1892)  | Lodewijk IV van Hessen-Darmstadt (1837-1892)  |                                               |                                               |                                       |                                       |                                               |                                               | Alice van Saksen-Coburg en Gotha (1843-1878)  | Alice van Saksen-Coburg en Gotha (1843-1878)  | Alice van Saksen-Coburg en Gotha (1843-1878)  | Alice van Saksen-Coburg en Gotha (1843-1878)  | Alice van Saksen-Coburg en Gotha (1843-1878)     | Alice van Saksen-Coburg en Gotha (1843-1878)     |                                                  |                                                  |                                                  |                                                  |  |  |  |  |  |  |  |  |  |  |  |  |  |  |  |  |  |  |  |  |  |  |  |  |  |  |  |  |  |  |  |  |  |  |  |  |  |  |  |  |  |  |  |  |  |  |  |  |
|                                      |                                      |                                      |                                      |                                          |                                          |                                          |                                          |                                          |                                          | Nicolaas II van Rusland (1868–1918)    | Nicolaas II van Rusland (1868–1918)    | Nicolaas II van Rusland (1868–1918) | Nicolaas II van Rusland (1868–1918) | Nicolaas II van Rusland (1868–1918)         | Nicolaas II van Rusland (1868–1918)         |                                             |                                             |                                             |                                             |                                      |                                      |                                      |                                      |                                           |                                           |                                           |                                           |                                           |                                           |                                        |                                        |                                              |                                              |                                               |                                               |                                               |                                               | Alix van Hessen-Darmstadt (1872-1918)         | Alix van Hessen-Darmstadt (1872-1918)         | Alix van Hessen-Darmstadt (1872-1918) | Alix van Hessen-Darmstadt (1872-1918) | Alix van Hessen-Darmstadt (1872-1918)         | Alix van Hessen-Darmstadt (1872-1918)         |                                               |                                               |                                               |                                               |                                                  |                                                  |                                                  |                                                  |                                                  |                                                  |  |  |  |  |  |  |  |  |  |  |  |  |  |  |  |  |  |  |  |  |  |  |  |  |  |  |  |  |  |  |  |  |  |  |  |  |  |  |  |  |  |  |  |  |  |  |  |  |
|                                      |                                      |                                      |                                      |                                          |                                          |                                          |                                          |                                          |                                          | Nicolaas II van Rusland (1868–1918)    | Nicolaas II van Rusland (1868–1918)    | Nicolaas II van Rusland (1868–1918) | Nicolaas II van Rusland (1868–1918) | Nicolaas II van Rusland (1868–1918)         | Nicolaas II van Rusland (1868–1918)         |                                             |                                             |                                             |                                             |                                      |                                      |                                      |                                      |                                           |                                           |                                           |                                           |                                           |                                           |                                        |                                        |                                              |                                              |                                               |                                               |                                               |                                               | Alix van Hessen-Darmstadt (1872-1918)         | Alix van Hessen-Darmstadt (1872-1918)         | Alix van Hessen-Darmstadt (1872-1918) | Alix van Hessen-Darmstadt (1872-1918) | Alix van Hessen-Darmstadt (1872-1918)         | Alix van Hessen-Darmstadt (1872-1918)         |                                               |                                               |                                               |                                               |                                                  |                                                  |                                                  |                                                  |                                                  |                                                  |  |  |  |  |  |  |  |  |  |  |  |  |  |  |  |  |  |  |  |  |  |  |  |  |  |  |  |  |  |  |  |  |  |  |  |  |  |  |  |  |  |  |  |  |  |  |  |  |
|                                      |                                      |                                      |                                      |                                          |                                          |                                          |                                          |                                          |                                          |                                        |                                        |                                     |                                     |                                             |                                             |                                             |                                             |                                             |                                             |                                      |                                      |                                      |                                      |                                           |                                           |                                           |                                           |                                           |                                           |                                        |                                        |                                              |                                              |                                               |                                               |                                               |                                               |                                               |                                               |                                       |                                       |                                               |                                               |                                               |                                               |                                               |                                               |                                                  |                                                  |                                                  |                                                  |                                                  |                                                  |  |  |  |  |  |  |  |  |  |  |  |  |  |  |  |  |  |  |  |  |  |  |  |  |  |  |  |  |  |  |  |  |  |  |  |  |  |  |  |  |  |  |  |  |  |  |  |  |
|                                      |                                      |                                      |                                      |                                          |                                          |                                          |                                          |                                          |                                          |                                        |                                        |                                     |                                     |                                             |                                             |                                             |                                             |                                             |                                             |                                      |                                      |                                      |                                      |                                           |                                           |                                           |                                           |                                           |                                           |                                        |                                        |                                              |                                              |                                               |                                               |                                               |                                               |                                               |                                               |                                       |                                       |                                               |                                               |                                               |                                               |                                               |                                               |                                                  |                                                  |                                                  |                                                  |                                                  |                                                  |  |  |  |  |  |  |  |  |  |  |  |  |  |  |  |  |  |  |  |  |  |  |  |  |  |  |  |  |  |  |  |  |  |  |  |  |  |  |  |  |  |  |  |  |  |  |  |  |
|                                      |                                      |                                      |                                      | Olga Nikolajevna van Rusland (1895-1918) | Olga Nikolajevna van Rusland (1895-1918) | Olga Nikolajevna van Rusland (1895-1918) | Olga Nikolajevna van Rusland (1895-1918) | Olga Nikolajevna van Rusland (1895-1918) | Olga Nikolajevna van Rusland (1895-1918) |                                        |                                        |                                     |                                     | Tatjana Nikolajevna van Rusland (1897–1918) | Tatjana Nikolajevna van Rusland (1897–1918) | Tatjana Nikolajevna van Rusland (1897–1918) | Tatjana Nikolajevna van Rusland (1897–1918) | Tatjana Nikolajevna van Rusland (1897–1918) | Tatjana Nikolajevna van Rusland (1897–1918) |                                      |                                      |                                      |                                      | Maria Nikolajevna van Rusland (1899-1918) | Maria Nikolajevna van Rusland (1899-1918) | Maria Nikolajevna van Rusland (1899-1918) | Maria Nikolajevna van Rusland (1899-1918) | Maria Nikolajevna van Rusland (1899-1918) | Maria Nikolajevna van Rusland (1899-1918) |                                        |                                        |                                              |                                              | Anastasia Nikolajevna van Rusland (1901-1918) | Anastasia Nikolajevna van Rusland (1901-1918) | Anastasia Nikolajevna van Rusland (1901-1918) | Anastasia Nikolajevna van Rusland (1901-1918) | Anastasia Nikolajevna van Rusland (1901-1918) | Anastasia Nikolajevna van Rusland (1901-1918) |                                       |                                       |                                               |                                               | Aleksej Nikolajevitsj van Rusland (1904–1918) | Aleksej Nikolajevitsj van Rusland (1904–1918) | Aleksej Nikolajevitsj van Rusland (1904–1918) | Aleksej Nikolajevitsj van Rusland (1904–1918) | Aleksej Nikolajevitsj van Rusland (1904–1918)    | Aleksej Nikolajevitsj van Rusland (1904–1918)    |                                                  |                                                  |                                                  |                                                  |  |  |  |  |  |  |  |  |  |  |  |  |  |  |  |  |  |  |  |  |  |  |  |  |  |  |  |  |  |  |  |  |  |  |  |  |  |  |  |  |  |  |  |  |  |  |  |  |